# Semilleros creativos

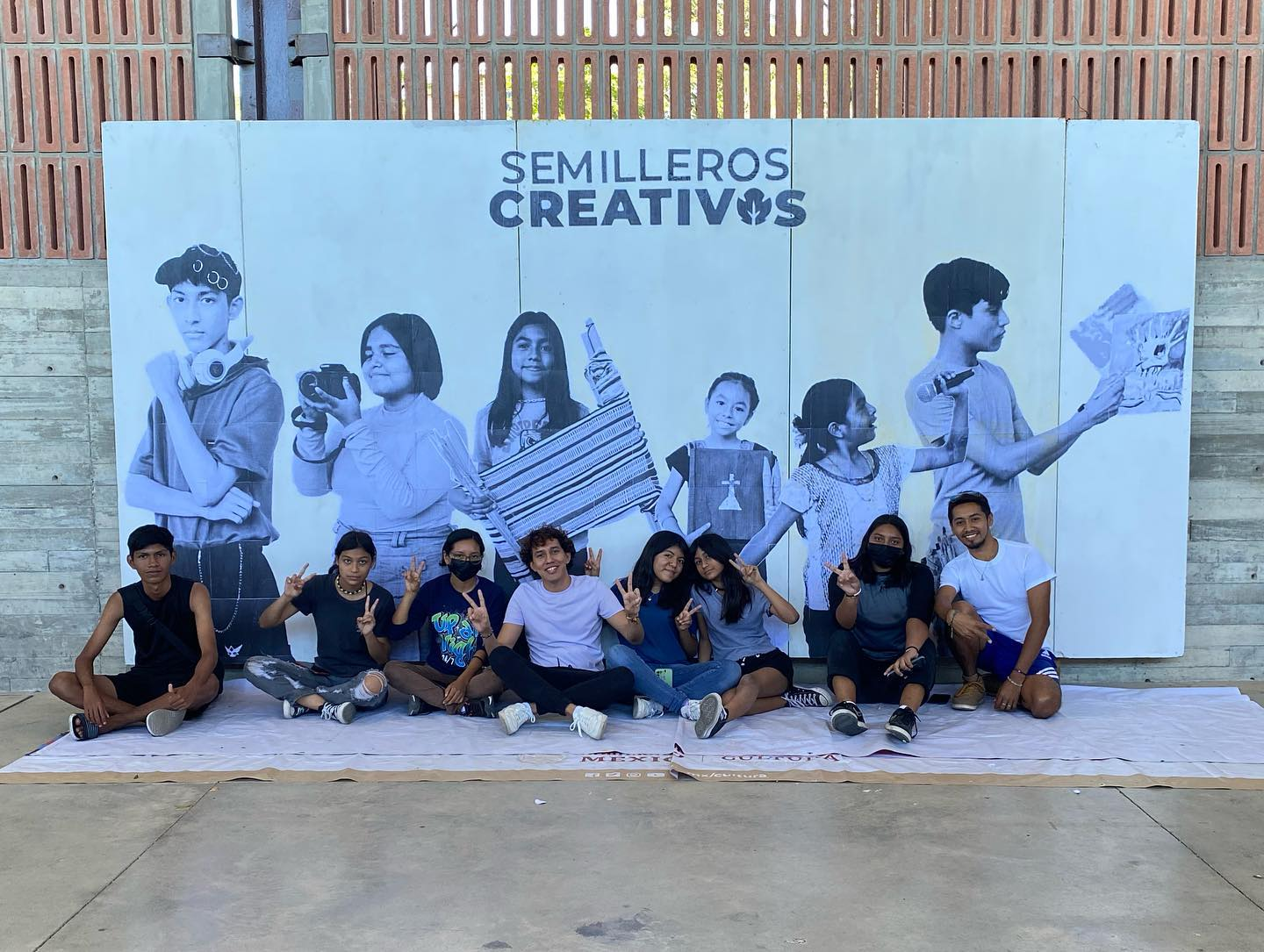
Semillero creativo de fotografía en Salina Cruz, Oaxaca.

Semilleros creativos es un programa nacional de la Secretaría de Cultura de México creado en 2019. Se trata de talleres y cursos gratuitos para formar infancias y juventudes de 13 a 29 años en distintas actividades artísticas.

## Historia
El programa inició en 2019, con el fin de reducir la violencia que se vive en México y pacificar a través de actividades culturales y artísticas descentralizadas de los centros tradicionales donde se transmite y se practica la cultura.

## Detalles del programa
Semilleros creativos es parte del programa de Cultura Comunitaria de la Secretaría de Cultura e imparte talleres, cursos y actividades en 350 sedes de:
- Artes escénicas (danza, teatro comunitario, circo social)[5]
- Artes visuales (grabado, artes plásticas, ilustración, pintura y fotografía)[6]
- Escritura creativa
- Música (orquestas comunitarias, ensambles tradicionales e instrumentales, bandas tradicionales y sinfónicas, coros en movimiento)[7]
- Producción audiovisual (radio y cinematografía)

El programa atendía en 2023 a 15 mil niños, niñas y jóvenes  en condiciones de vulnerabilidad económica en los 32 estados de México, siendo Oaxaca el que mayor número de centros culturales funcionando, con 53 ciudades. Semilleros creativos funciona con mil 200 personas educadoras.
En conjunto con el Programa de Cultura Comunitaria de la Secretaría de Cultura de México, este programa promueve los derechos culturales. Así como la educación no formal sugerida por la UNESCO para la formación no escolarizada en la sociedad.